# Harold Fry och hans osannolika pilgrimsfärd
Harold Fry och hans osannolika pilgrimsfärd (eng: The Unlikely Pilgrimage of Harold Fry) är den brittiska författaren Rachel Joyces debutroman, som släpptes på engelska 2012 och i svensk översättning av Katarina Jansson på Norstedts 2012.
Romanen handlar om Harold Frys pilgrimsfärd från Kingsbridge i Devon England till Berwick-upon-Tweed i Northumberland, en vandring som börjar med att hans gamla kollega Queenie Henessy – som en gång gjorde honom en stor tjänst som han inte riktigt kan minnas vad det var – är döende i cancer, och skriver ett kort brev till Harold. Han vill svara, men något får honom att tveka att posta brevet. Efter ett viktigt samtal med en ung anställd på en bensinstation beslutar Harold sig för att gå hela vägen till sjukhuset i Berwick där Queenie Hennesy är inskriven. Genom vandringen får Harold återblickar från sitt liv och många minnen väcks till liv. Han möter många människor som erbjuder honom stöd under hans vandring. Hans äktenskap ställs på sin spets, och han börjar fundera över det ansträngda förhållandet till sin son David. Men vandringen innebär också att hans fru Maureen börjar fundera på vad som har gått fel i deras äktenskap. 
Joyce började författa boken när det kom fram att hennes far fått cancer och att hans liv inte gick att rädda. Boken var, enligt Joyce, en hyllning till hennes far, ett sätt att hålla honom vid liv och ett sätt att hantera sorgen.
En film baserad på romanen hade premiär 30 juni 2023 – på svenska under namnet Harold Frys oväntade vandring (eng: The Unlikely Pilgrimage of Harold Fry).